# Kartaszewskaja (przystanek kolejowy)
Kartaszewskaja (ros. Карташевская) – przystanek kolejowy w miejscowości Kartaszewskaja, w rejonie gatczyńskim, w obwodzie leningradzkim, w Rosji. Położony jest na linii dawnej Kolei Warszawsko-Petersburskiej.

## Historia
Przystanek powstał pod koniec XIX w. pomiędzy stacjami Siwierskaja i Sujda.